# Kot Kapura
Kot Kapura (ook gespeld als Kotkapura) is een nagar panchayat (plaats) in het district Faridkot van de Indiase staat Punjab. 

## Demografie
Volgens de Indiase volkstelling van 2001 wonen er 80.741 mensen in Kot Kapura, waarvan 53% mannelijk en 47% vrouwelijk is. De plaats heeft een alfabetiseringsgraad van 61%.